# Luciana Barbosa de Oliveira Santos
Luciana Barbosa de Oliveira Santos   (Recife, 29 de desembre de 1965) és una enginyera i política brasilera, ministra de Ciència, Tecnologia i Innovació en el tercer govern de Lula da Silva. Anteriorment, va ser diputada federal per Pernambuco (2011-2018), alcaldessa d'Olinda (2001-2008), vicegovernadora pernambucana (2019-2022) i diputada estatal al mateix estat (1997-2000). Afiliada des de 1987 al Partit Comunista del Brasil, el 2015 va esdevenir-ne presidenta.